# 入格
入格 (illative，简称 ill，词源是拉丁语 illatus "带")，是芬兰语言， 爱沙尼亚语、 立陶宛语和匈牙利语的第三个方位格。基本含义是"到……（的内部）"。如，匈牙利语中"a házba"(到屋子里，"a ház"意思是"房子")；爱沙尼亚语"majasse"和"majja"都是回家的意思，是从"majja"(房子)变来的；芬兰语的"taloon"(回家)，由"talo"(房子)；立陶宛是"laivan"(上船)由"laivas"(船的)变来。

## 各個格的相對關係
芬兰语、爱沙尼亚语，和匈牙利语等乌拉尔语系常见的方位格如下：
|      | 静止 | 起点 | 终点 | 使役(成份) |
| ---- | ---- | ---- | ---- | ---------- |
| 内部 | 内格 | 出格 | 入格 | 上格       |
| 外部 | 接格 | 离格 | 向格 | 頂格       |

## 註解
1. ↑  Mäkinen, Panu. . users.jyu.fi. University of Jyväskylä.   [6 March 2015]. （原始内容存档于2019-05-11）.